# Rębacz dwupaskowy
Rębacz dwupaskowy (Rhagium bifasciatum) – gatunek chrząszcza z rodziny kózkowatych.